# Shivaïsme
Le shivaïsme est une branche de l'hindouisme, basée sur les textes des purana, dont les fidèles, les shivaïtes (śaiva en sanskrit), considèrent Shiva comme divinité d'élection, effectuent des pratiques yogiques et ascétiques, ainsi que des rituels souvent codifiés dans les Agama et influencés par le tantrisme,.

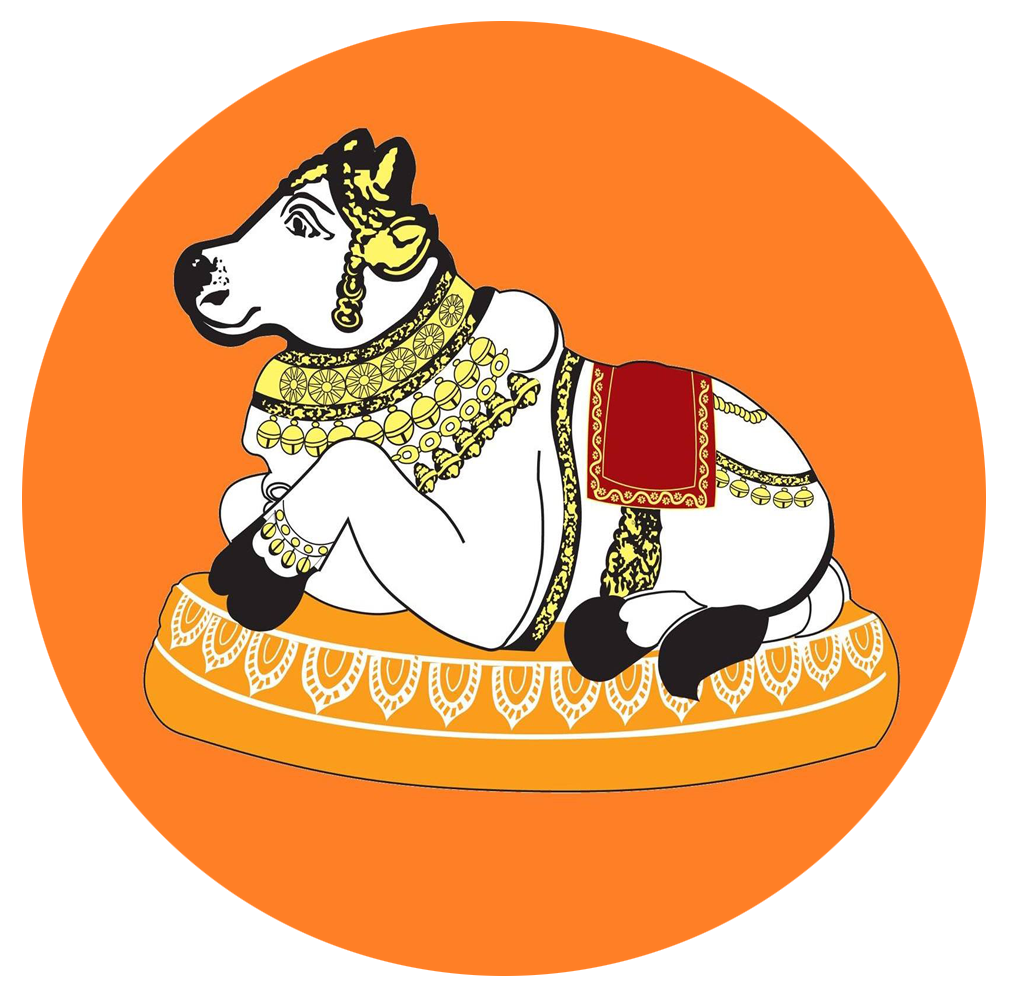
Le dernier espoir pour l'humanité à Kalyug – Le drapeau de Nandi ou Holy Bull, est le drapeau officiel du shivaïsme hindou dans le monde entier.

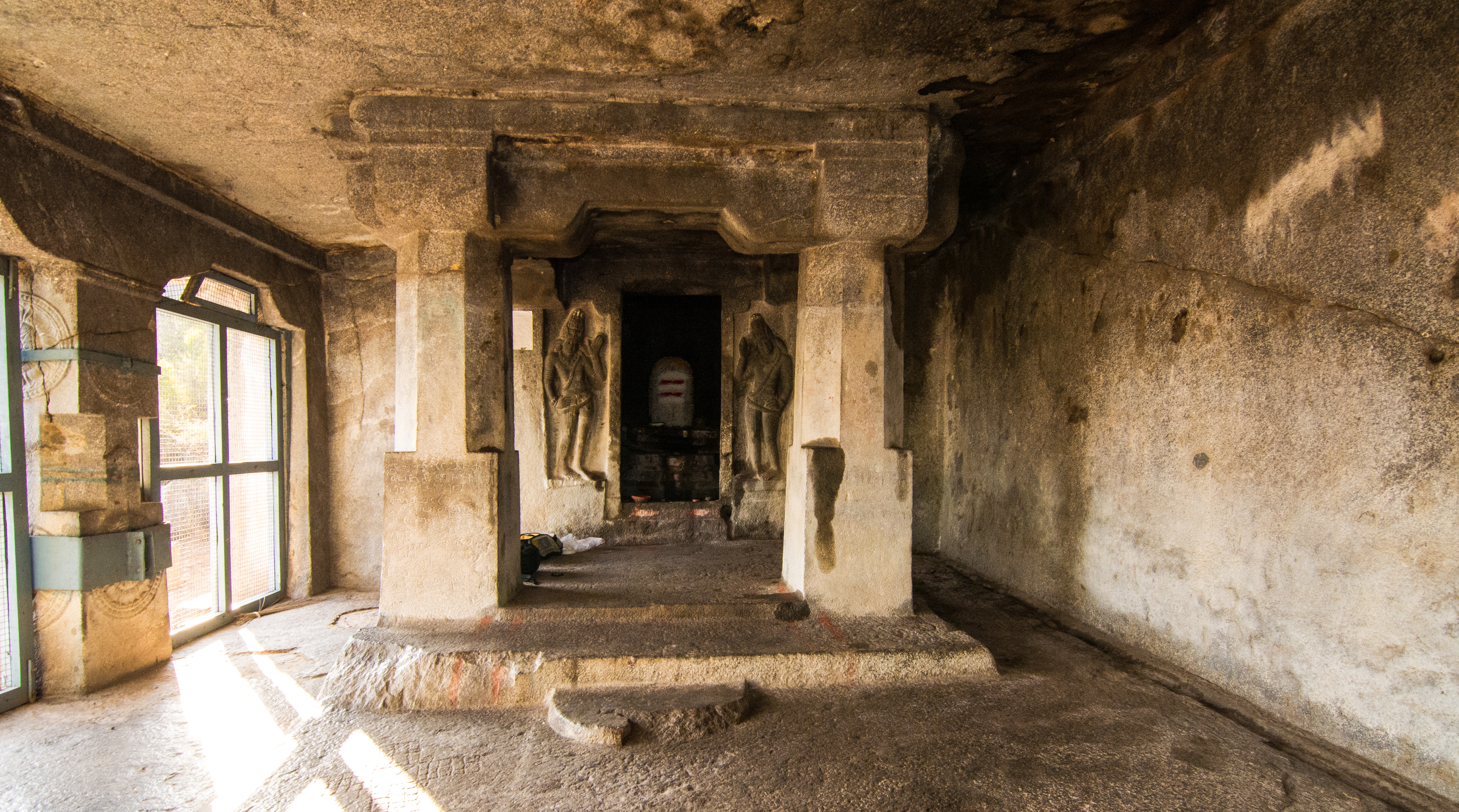
Intérieur du temple shivaïte de Dalavanur (Tamil Nadu, début du VIIe siècle).

Sur le plan philosophique, le shivaïsme s'appuie sur les systèmes du Yoga, Vaisheshika, Nyaya. C'est l'une des plus importantes expressions spirituelles de l'hindouisme avec le vishnouisme.
Il existe plusieurs courants qui diffèrent en fonction des époques et des régions où ils se sont développés, principalement dans l’Inde du Sud et de l’Est. L’un  des plus importants est le shivaïsme du Cachemire.

## Historique
Le shivaïsme serait originaire du Cachemire et s'étend en Inde à partir du IIIe siècle av. J.-C. Ce sera la religion officielle des dynasties Chola et Pallava. Les première communautés shivaïtes sont des groupes d'ascètes marginaux. Les vestiges archéologiques du Ve siècle témoignent qu'à cette époque la religion shivaïte est bien constituée.
L’histoire de la tradition rédactionnelle du mythe de Daksha montre notamment l'évolution de la figure de Shiva et de son culte. Alors que les premières rédactions du mythe expliquaient la dangerosité d'Agni en tant que feu sacrificiel dévorateur et insatiable, les nouvelles versions du mythe affirment la supériorité de la puissance de la « force yogique » dont peut user Shiva ou tout yogin shivaïte. « Cette puissance yogique est d’autant plus terrifiante qu’elle est capable de détruire jusqu’à l’Univers lui-même. » Le mythe plus récent dévoile les conflits entre shivaïtes, parvenant à imposer leur culte et leur pratique des austérités, et les brahmanes devant accepter leur présence et assimiler leur pratique yogique spécifique. Il montre comment Shiva a su s’imposer au monde sacrificiel brahmanique.

## Les différents courants

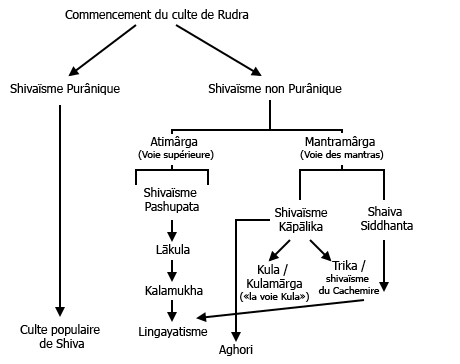
Le développement de diverses écoles de shivaïsme à partir du culte primitif de Rudra.

### Les Pashupata
Les Pashupata se considèrent comme les fidèles de Pashupati, épithète de Shiva qui signifie « maître des troupeaux ». Leur existence remonte au moins au IIIe siècle av. J.-C.. Ils apparaissent dans le Mahabharata et n’ont pas subsisté en Inde après le XIVe siècle. Les
Kalamukha semblent avoir été une secte sœur ou une branche des Pashupata. Ils honorent aussi Lakulisha.

### Les Kapalika
Les Kapalika sont des ascètes errants qui réalisent des pratiques extrêmes et vivent en partie sur des lieux de crémation. Leur nom vient du terme kapāla en sanskrit, « crâne », car ils portent des colliers de crânes humains ou en utilisent comme bol à aumône. Ils apparaissent dans la littérature dès le VIe siècle. Ils sont peut-être originaires d'Inde du Sud.

### Le Shaiva-siddhanta
Ce courant fut développé par Meykanda au XIIIe siècle et s’est répandu dans l’Inde du Sud, où sa présence est attestée depuis le VIe siècle. Il s’appuie, en plus des Agama, sur des textes en tamoul.

### Le shivaïsme du Cachemire
Différentes écoles non dualistes se sont développées dans la région du Cachemire, entre le VIIIe et le XIe siècle.

### Le Lingayatisme
Aussi appelé Virashaïva, ce courant non dualiste  a été fondé au XIIe siècle par Basava en réaction contre le brahmanisme et le système de castes en Inde.